# Nekklem

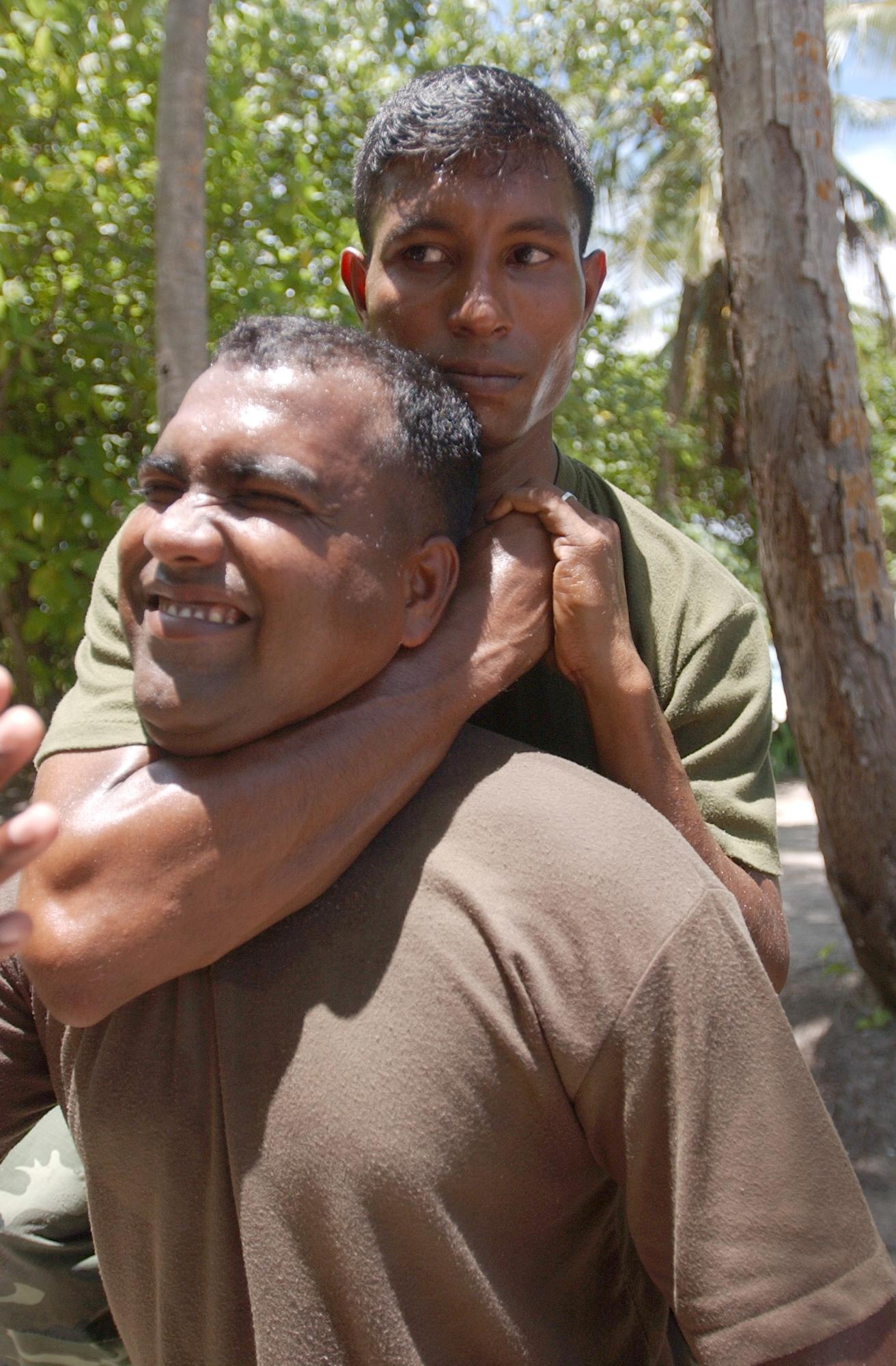
Een typische nekklem.

De nekklem is een greep waarbij de keel van een persoon in de kom van de elleboog wordt gelegd en de keel of hals (inclusief halsslagaders) wordt dichtgeknepen zodat iemand rustig wordt. Bij een nekklem wordt er druk uitgeoefend op de gewrichten en duwt het hoofd van de romp af. Een volledig uitgevoerde nekklem is gericht op het breken van de nek.

## Verboden
Voor het New Yorkse politiekorps is de nekklem al jaren verboden. Bij de basisopleiding en onderhoudstrainingen van de Nederlandse politie was de nekklem als verwurgingstechniek geen onderdeel van het curriculum, maar docenten onderwezen deze wel. Het gebruik was ook niet verboden.
In 2013 bracht de Nationale Ombudsman een rapport uit over verantwoord politiegeweld. Doel was om via gesprekken met agenten, leidinggevenden en deskundigen een rode draad te ontdekken in geweldszaken die hij had beoordeeld. In het rapport concludeert de Ombudsman dat de politie zeer terughoudend moet zijn bij de toepassing van de nekklem. De greep mag alleen gebruikt worden bij heftig verzet, als er geen minder ingrijpend middel voorhanden is of bij het vermoeden van vuurwapenbezit. Nadat de Inspectie Veiligheid en Justitie onderzoek deed naar de techniek besloot minister van Veiligheid en Justitie Ard van der Steur in maart 2016 de greep niet te verbieden. Het onderzoek werd gedaan na de arrestatie op Mitch Henriquez die om het leven kwam na het gebruik van de greep.